# 森巴布萊區
森巴布萊區是非洲中部國家烏干達的111個區之一，由中部區負責管轄，首府是森巴布萊，海拔高度1,200米，總面積2,470.5平方公里，主要的經濟產業是農業、畜牧業和捕魚業，2010年人口估計為466,300。

## 外部連結
- Sembabule District Homepage （页面存档备份，存于）
- Uganda District Map
- About Sembabule District （页面存档备份，存于）

0°06′S 31°30′E / 0.100°S 31.500°E